# Слідопит (телесеріал, 2024)
«Слідопит» (англ. Tracker) — американський драматичний телесеріал-бойовик 2024 року, створений Беном Вінтерсом за мотивами роману Джеффрі Дівера «The Never Game» 2019 року. У серіалі знявся Джастін Гартлі в ролі Колтера Шо, досвідченого виживальника та слідопита, який заробляє на життя, допомагаючи за грошову винагороду правоохоронцям і приватним особам, в основному, знаходити зниклих людей чи предмети. У головних ролях також знялися актори Робін Вайґерт, Еббі Мак-Енані, Ерік Ґрейз і Фіона Рене.
Виробництвом серіалу займається 20th Television, а в грудні 2022 року було надано замовлення на зйомку серіалу після того, як у липні того ж року його пілот було затверджено для ефіру. «Слідопита» знімають у Британській Колумбії, Канада, з використанням мальовничих місць навколо Ванкувера та Ванкуверську кіностудію (англ. Vancouver Film Studios). Шоуранери серіалу — Бен Вінтерс і Гіларі Вайсман Ґрем.
Прем'єра «Слідопита» відбулася на каналі CBS 11 лютого 2024 року одразу після Супербоул LVIII — вирішального матчу Національної футбольної ліги в сезоні 2023 року. У березні 2024 року серіал продовжений на другий сезон. 21 лютого 2025 року CBS продовжив телесеріал на третій сезон.

## Актори та персонажі

### Головні
- Джастін Гартлі в ролі Колтера Шо, вовка-одинака, виживальника, який має великі навички стеження, подорожує країною та називає себе «винагороджувачем». Шо заробляє на життя, допомагаючи правоохоронним органам і приватним громадянам в обмін на грошову винагороду. В епізоді «Klamath Falls» Колтера Шо в юності грає Престін Бейтс.
- Робін Вайґерт у ролі Тедді Брюїн, однієї з координаторок Колтера, яка знаходить для нього справи та допомагає з пошуком інформації.
- Еббі Мак-Енані — Велма Брюїн, дружина Тедді та другий помічник Колтера.
- Ерік Ґрейз у ролі Боббі Екслі, допомагає Шо з технічним та інформаційним забезпеченням.
- Фіона Рене — Рені Грін, адвокатка, що часто виручає Шо та допомагає йому в юридичних питаннях.

### Гостьові
- Лі Тергесен — Ештон Шо, батько Колтера
- Метью Нельсон-Магуд — молодий Рассел Шо
- Венді Крюсон — Мері Дав Шо, мати Колтера
- Аня Савчич — Кіра Стайн
- Річард Гармон — Метт Вінслоу
- Бредлі Страйкер в ролі Тома Тозера
- Марлі Шелтон в ролі Еріки Кеннеді
- Софія Пернас — Біллі Маталон
- Даян Доан — Сан Мей
- Діана-Марія Ріва — детектив Гелен Брок
- Гіл Бірмінгем — Гас, друг батька Рені
- Петер Стормаре в ролі Валтса
- Меліса Роксбург — Дорі, молодша сестра Колтера, яка є викладачем фізики в Науковому університеті Вайомінгу
- Дженсен Еклз у ролі дорослого Рассела Шо, старшого брата Колтера, з яким вони не бачилися багато років
- Дженніфер Моррісон у ролі Ліззі Гокінг, подруги сім'ї Колтера

## Виробництво

### Розробка
«Слідопит» створений 20th Television і заснований на романі Джеффрі Дівера «The Never Game» 2019 року. У липні 2022 року CBS запропонувала зняти пілотний епізод серіалу. У грудні 2022 року замовлено перший сезон серіалу. У березні 2023 року він отримав назву «Tracker». 4 березня 2024 року серіал продовжено на другий сезон.

### Кастинг
У січні 2021 року до серіалу в ролі Колтера Шо приєднався Джастін Гартлі. У вересні 2022 року Мері Мак-Доннелл отримала роль Мері Дав Шо. Того місяця до серіалу також приєдналися Робін Вайґерт, Еббі Мак-Енані та Ерік Ґрейз. У квітні 2024 року на роль запрошених зірок були обрані Меліса Роксбург і Дженсен Еклз.

### Зйомки
Зйомки «Слідопита» відбуваються в Британській Колумбії, Канада, у районах навколо міста Ванкувер та на Ванкуверській кіностудії.

## Трансляція
Прем'єра серіалу відбулася 11 лютого 2024 року на CBS у Сполучених Штатах як головне шоу після Super Bowl LVIII (за винятком Канзас-Сіті, де трансляція післяматчевої перемоги Super Bowl призвела до трансляції шоу на дочірній станції). Одночасно серіал демонструвався у Канаді на CTV.

## Сприйняття
Вебсайт агрегатора рецензій Rotten Tomatoes повідомив про 88 % схвалення із середнім рейтингом 6,7/10 на основі 17 рецензій критиків. Metacritic присвоїв серіалу середньозважену оцінку 64 зі 100 на основі 13 критиків, вказуючи на «загалом схвальні відгуки».

## Інше
Не плутати з фільмом «Слідопит» (The Tracker) 2019 року з Долфом Лундгреном.